# Porte Saint-Louis
La porte Saint-Louis est l'une des quatre portes de Québec.

## Description
La porte Saint-Louis surplombe la rue du même nom. C'est l'entrée à l'intérieur des fortifications qui est située la plus au sud, à moins de 200 mètres de la citadelle de Québec.
La maçonnerie est conçue en grès de Sillery. La porte possède une tour principale (à l'ouest) et une petite tourelle (à l'est).

## Histoire

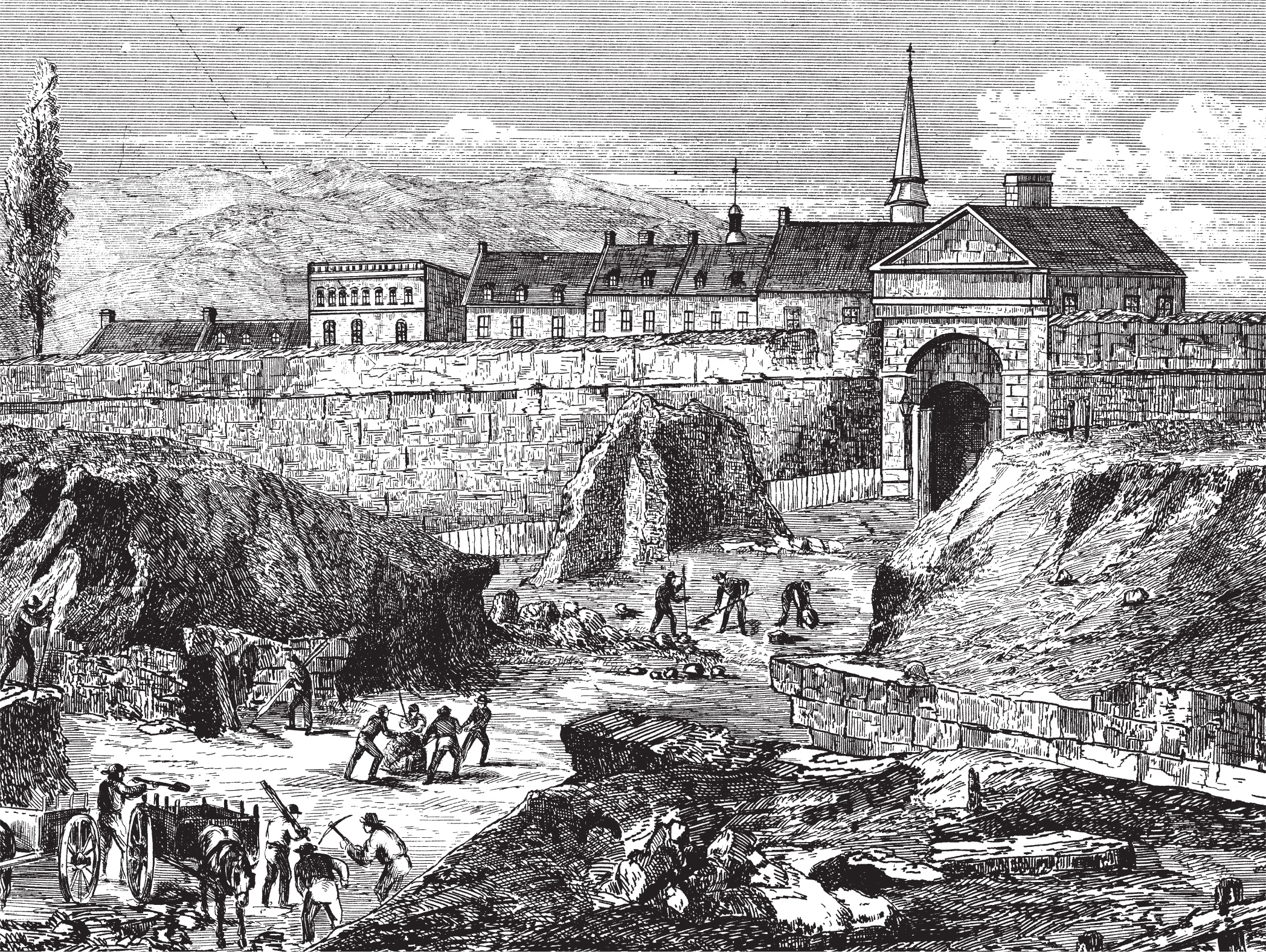
Démolition des fortifications avancées devant la porte en septembre 1871.

La première porte Saint-Louis est construite en 1693 ou 1694, en même temps que la porte Saint-Jean. Elle est située alors en retrait de la porte actuelle, soit à la hauteur de la rue Sainte-Ursule. Sa construction est confiée à Jean Le Rouge et Pierre Janson dit Lapalme. Elle est démolie vers 1745 pour faire place aux nouvelles fortifications en maçonnerie de l'ingénieur militaire Gaspard-Joseph Chaussegros de Léry. Elle est alors relocalisée plus à l'ouest, sur la rue Saint-Louis. Durant le siège de 1759, la porte est renforcée d'un ouvrage avancé.
Avec le départ de la garnison britannique de Québec en 1871, la cité entame la démolition de plusieurs parties des fortifications de Québec, dont la porte Saint-Louis. Le 14 septembre 1871, le journal L'Opinion publique mentionne les travaux de démolition de la porte : « On commence à démolir Québec; la vieille capitale est forcée de se résigner aux exigences du commerce, de sacrifier son passé aux besoins du présent. »
Cette démolition est essentiellement motivée par une difficulté à circuler de part et d'autre des murs, les portes étroites gênant la fluidité. Néanmoins, sous l'impulsion du gouverneur général Frederick Temple Blackwood, une nouvelle porte est érigée entre 1878 et 1881. Comme les autres portes conçues au même moment, l'architecture de la porte Saint-Louis délaisse complètement la fonction défensive pour privilégier la circulation (tramway, véhicules et piétons) et l'esthétisme (style pittoresque, loin de la réalité historique). 
Depuis le 12 juillet 2003, elle est mise en lumière à partir grâce à la collaboration entre son propriétaire, Parcs Canada, et la Commission de la capitale nationale du Québec.

## Culture populaire
- En 2011, la porte Saint-Louis est illustrée sur des camions de déménagement de la compagnie de location U-Haul[7].

## Galerie

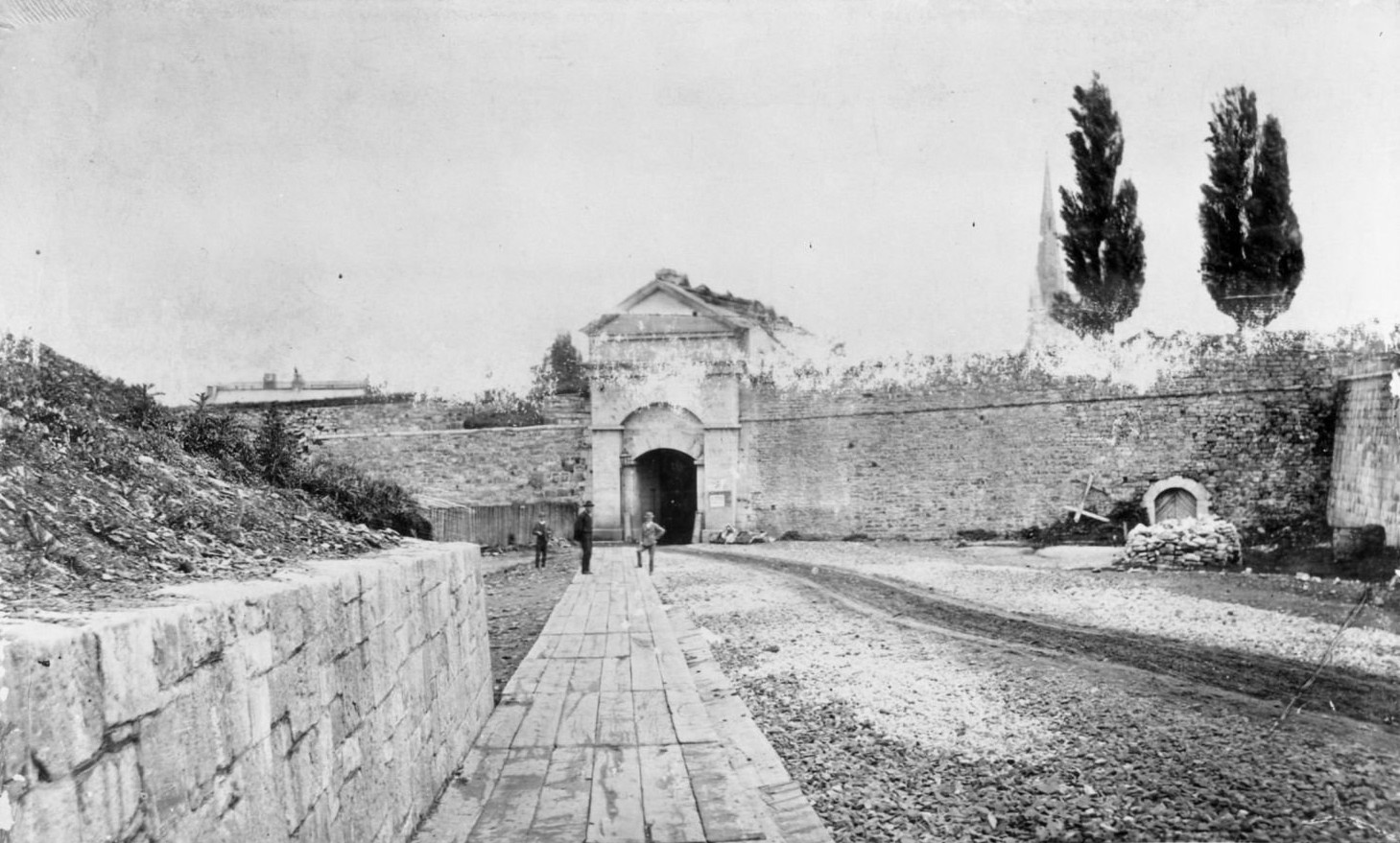
Photographie de l'ancienne porte Saint-Louis
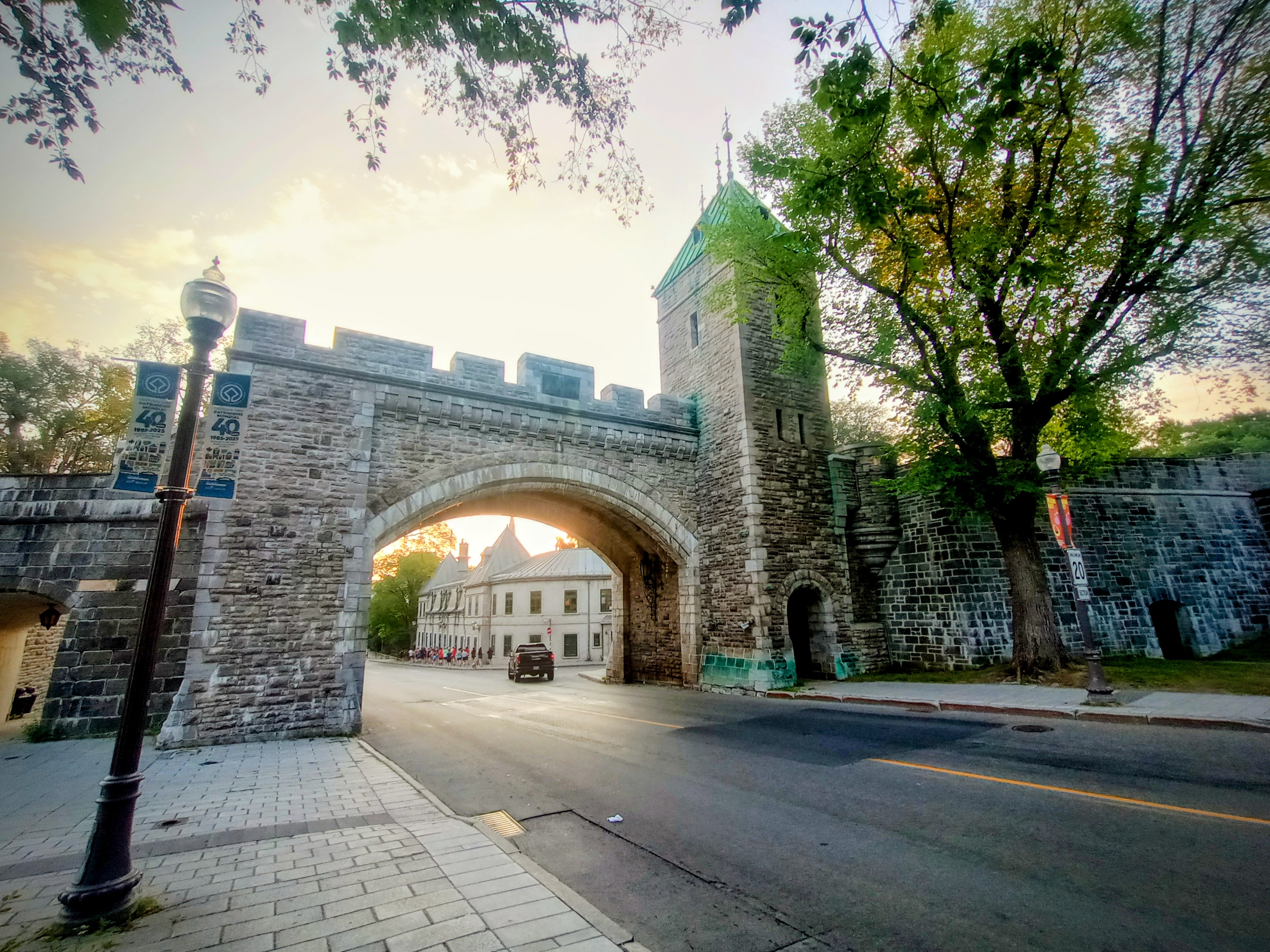
Vue de l'extérieur
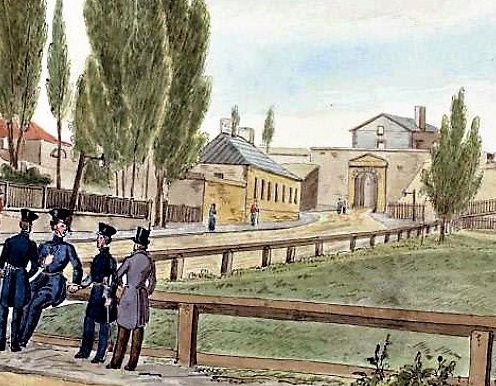
Porte Saint-Louis en 1829
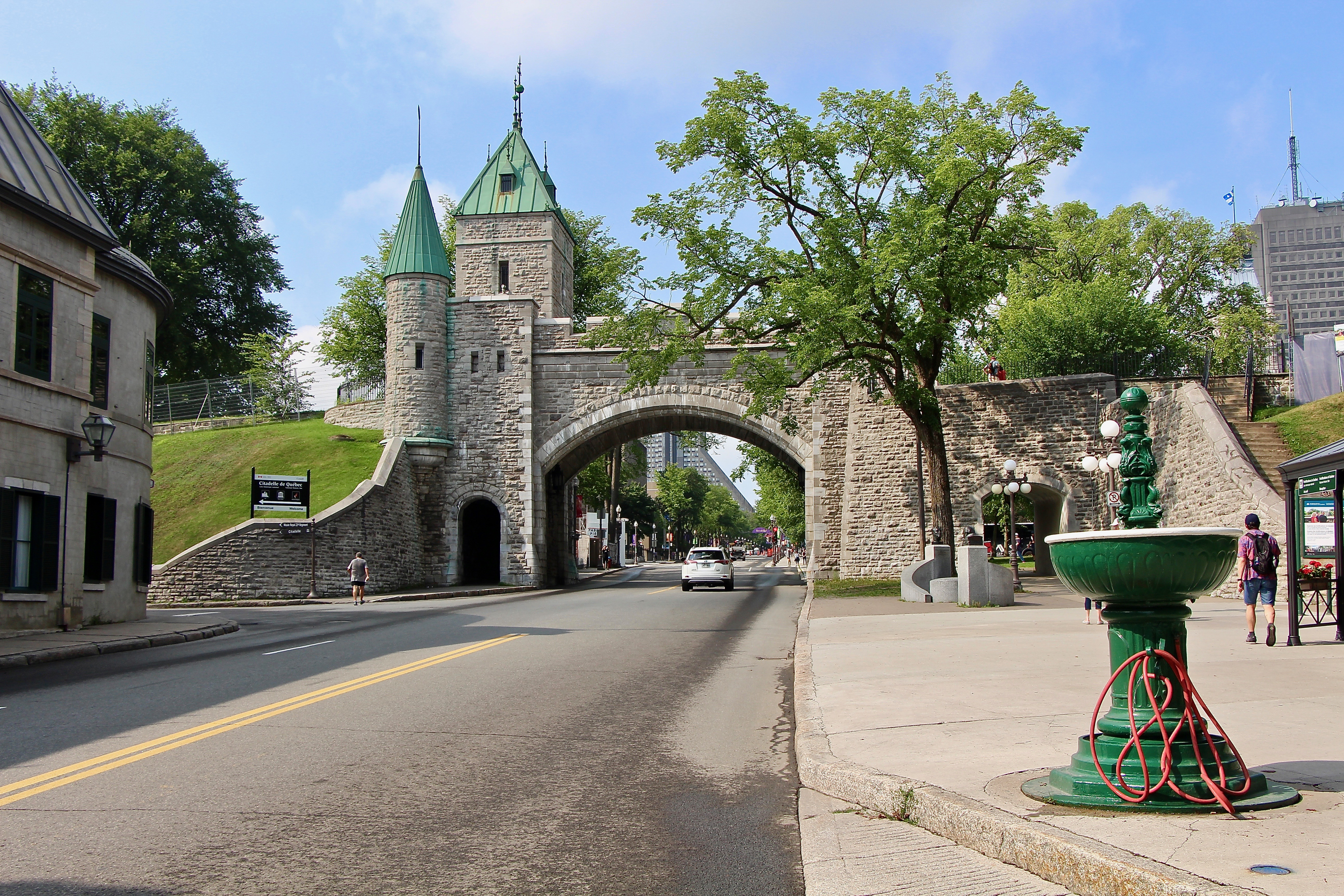
Rue Saint-Louis
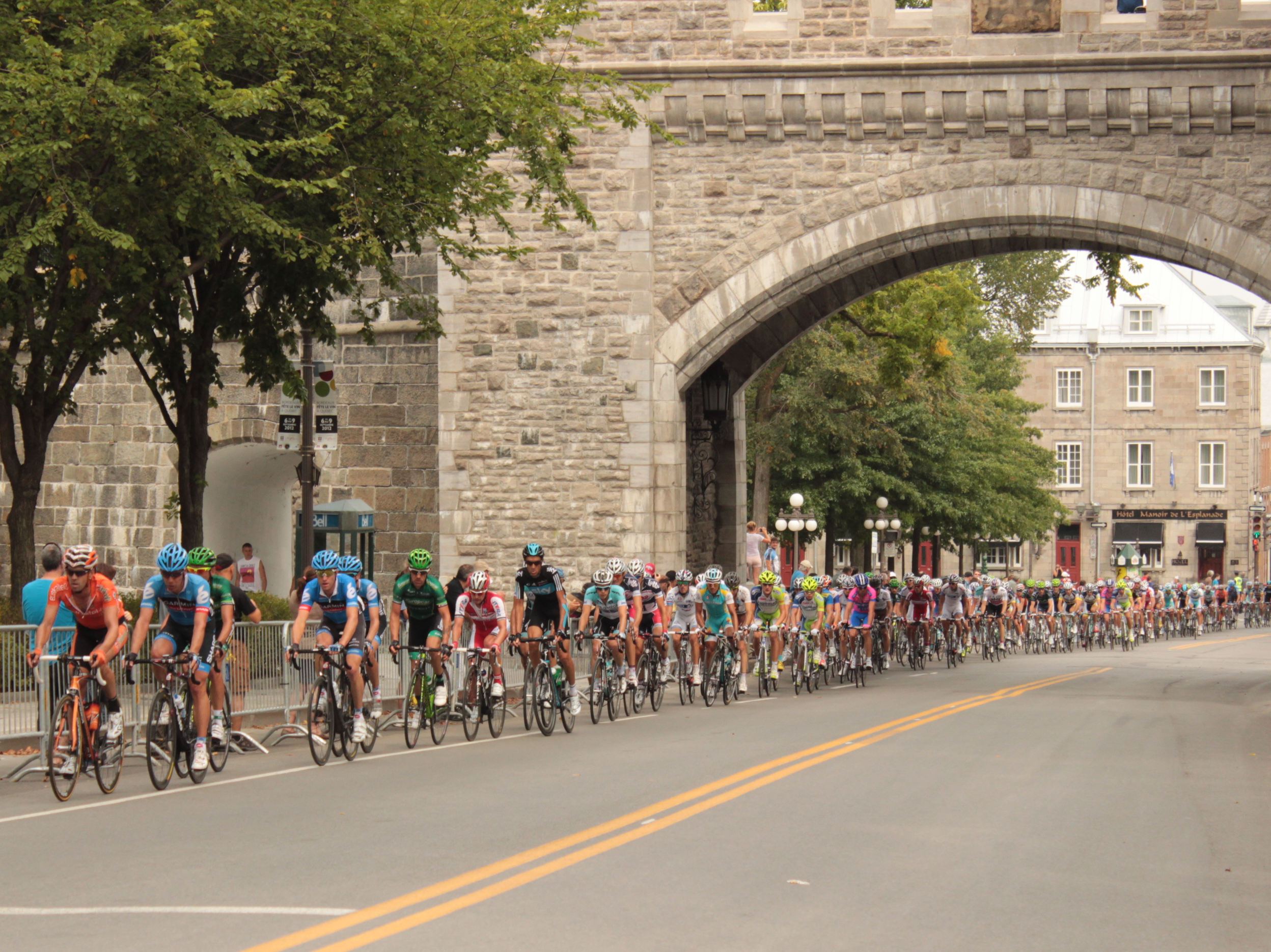
Grand Prix cycliste de Québec
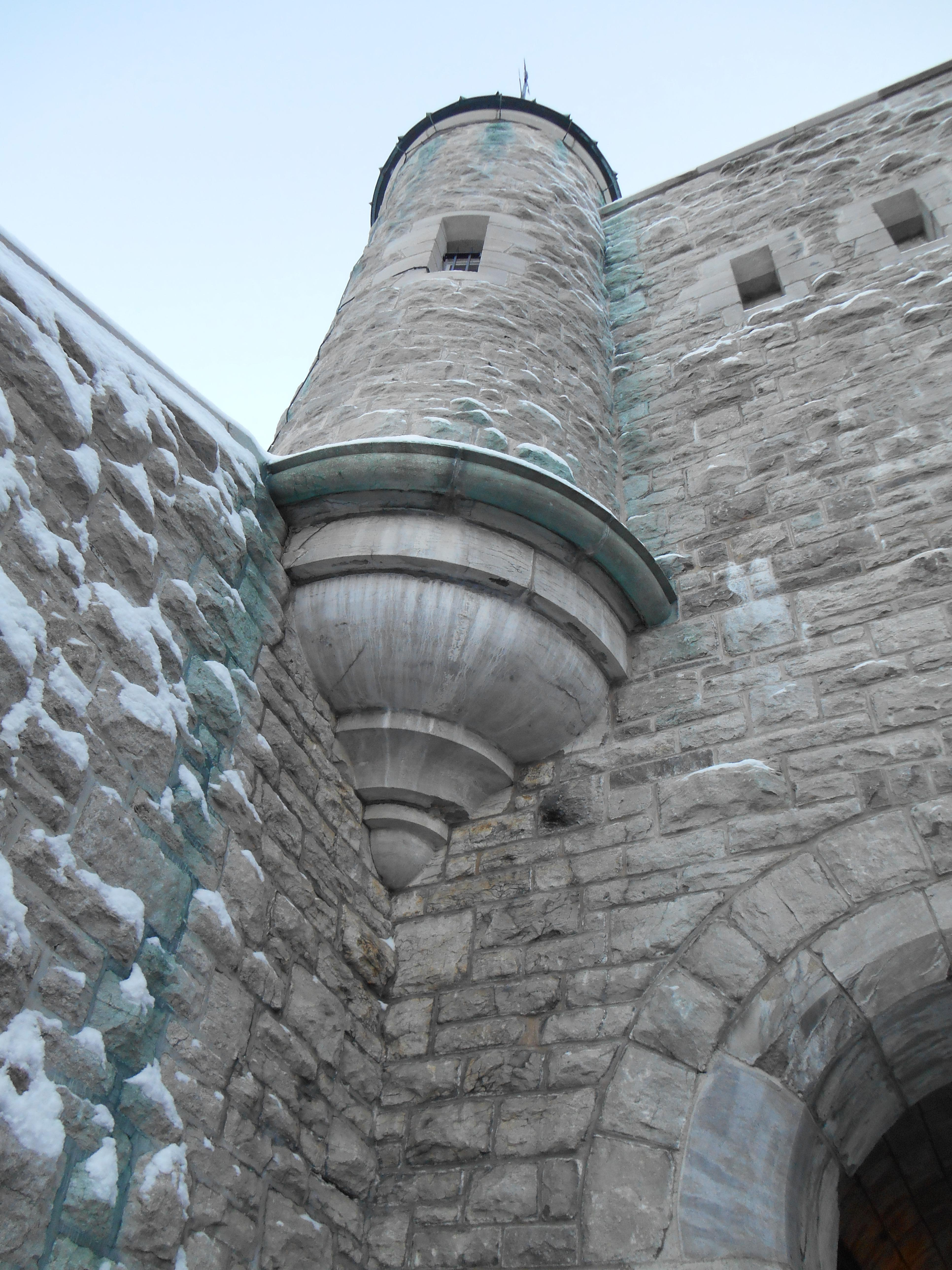
Tourelle